# Eleutherodactylus bresslerae
Espèce
Statut de conservation UICN

 CR B1ab(iii) : 
En danger critique
Eleutherodactylus bresslerae est une espèce d'amphibiens de la famille des Eleutherodactylidae.

## Répartition
Cette espèce est endémique de la province de Guantánamo à Cuba. Elle se rencontre de 30 à 221 m d'altitude dans les Cuchillas de Baracoa.

## Description
Les femelles mesurent jusqu'à 46 mm.

## Étymologie
Cette espèce est nommée en l'honneur de Sandra L. Bressler.

## Publication originale
- Schwartz, 1960 : Nine new Cuban frogs of the genus Eleutherodactylus. Science Publishers Reading Public Museum Art Gallery, vol. 11, p. 1-50.